# واقية الرقبة

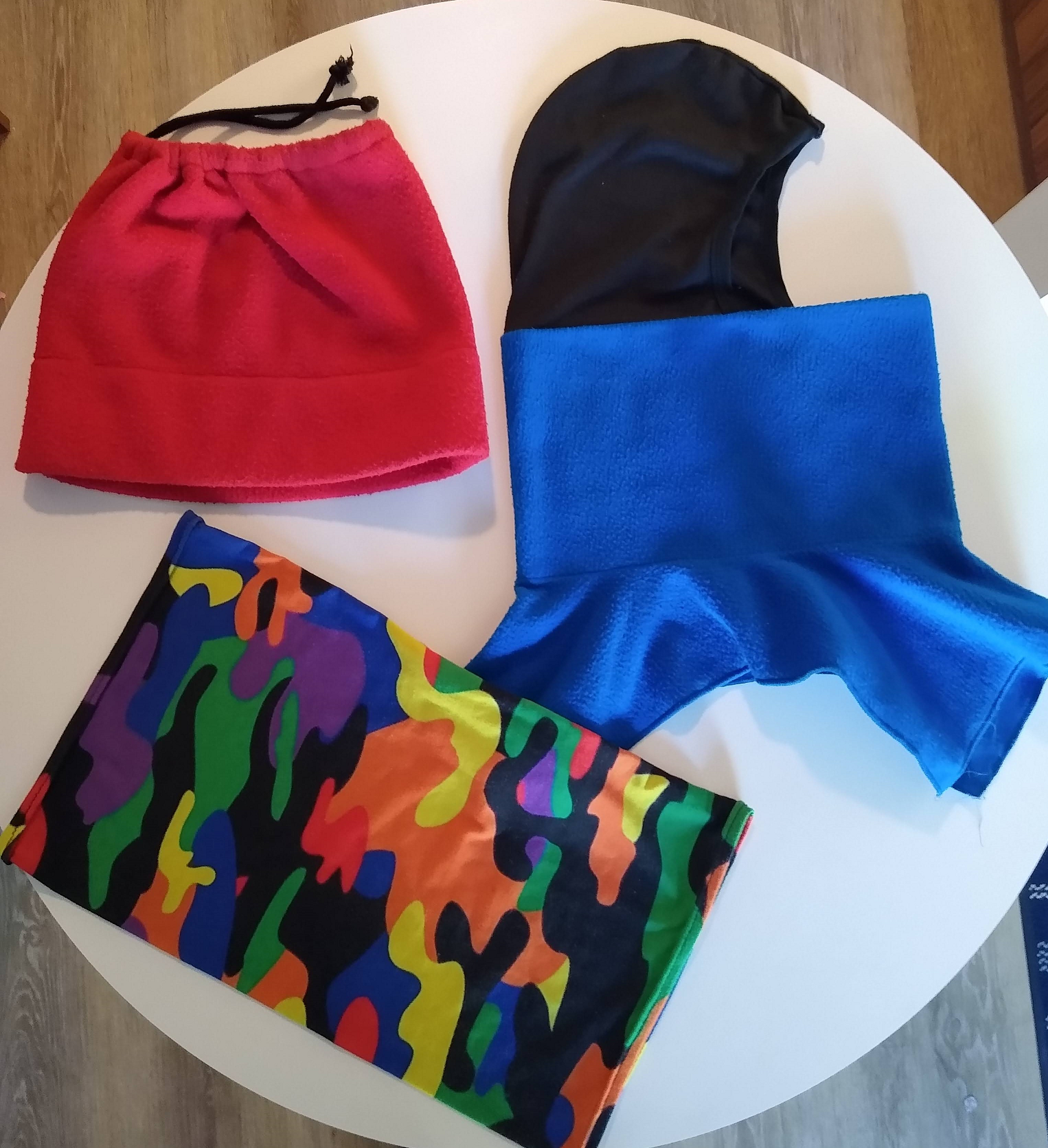
ثلاثة أنواع من واقيات الرقبة

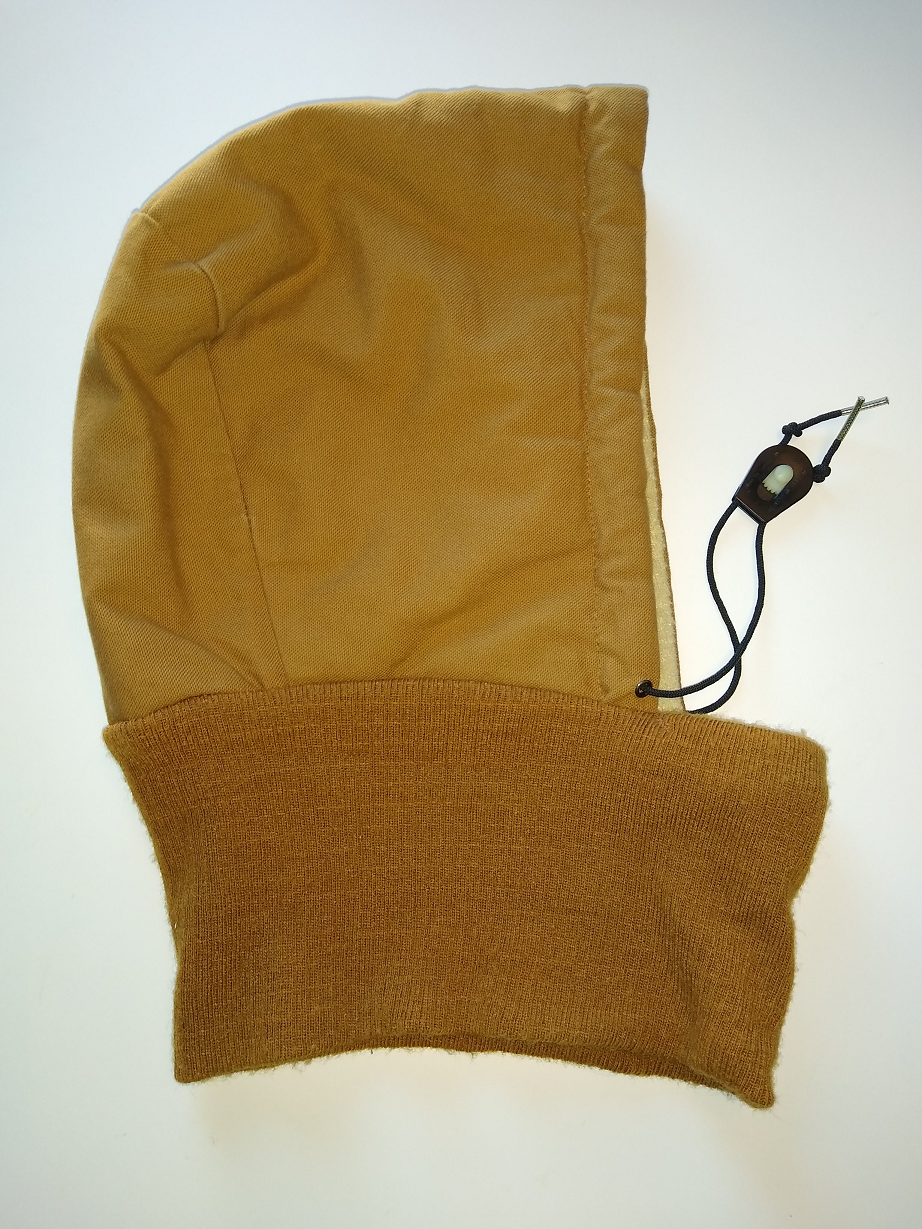

واقية الرقبة (بالإنجليزية: Neck gaiter)‏ هي قطعة من الملابس يتم ارتداؤها حول الرقبة للتدفئة، غالبًا ما تكون من الصوف السميك. يمكن أيضًا سحبها فوق الفم والأنف لمنع الرياح والرمل وغيرها.

## الاستخدامات الطبية غير الرسمية
بعد ظهور وباء فيروس كورونا، قامت بعض وسائل الإعلام والجهات الحكومية بتضمين أدوات حماية الرقبة بين عناصر الملابس للأفراد غير الطبيين لاستخدامها للوقاية من الفيروسات، في حالة عدم توفر معدات الوقاية الشخصية التقليدية. ومن الأمثلة على ذلك ويبمد والمسؤولين الصحيين في مقاطعة ريفرسايد بكاليفورنيا.

في عام 2020، تم تطوير طريقة تسمح للباحثين بتصور تأثير الأقنعة التي تمنع انبعاث القطيرات أثناء التحدث. ومع ذلك، زعمت بعض وسائل الإعلام أن واقيات الرقبة كانت أسوأ من عدم ارتداء الأقنعة على الإطلاق خلال جائحة كورونا، مما أدى إلى إساءة تفسير الدراسة التي كانت تهدف إلى إظهار طريقة لتقييم الأقنعة (وليس في الواقع لتحديد فعالية أنواع مختلفة من الأقنعة). نظرت الدراسة أيضًا إلى مرتدٍ واحد فقط يرتدي واقية الرقبة المصنوعة من مزيج البوليستر/إسباندكس، وهو ليس دليلًا كافيًا لدعم الادعاء بشأن الواقيات المصنوعة في وسائل الإعلام. ووجدت الدراسة أن واقية الرقبة، المصنوع من مادة رقيقة ومطاطة، بدا أنه غير فعال في الحد من القطرات المتناثرة جوًا من مرتديها؛ يقترح إسحاق هنريون، أحد المؤلفين المشاركين، أن النتيجة كانت على الأرجح بسبب المادة وليس الأسلوب، مشيرًا إلى أن «أي قناع مصنوع من هذا النسيج من المحتمل أن يكون له نفس النتيجة، بغض النظر عن التصميم». وقد قال وارين، مؤلف مشارك، إنهم حاولوا توخي الحذر في لغتهم خلال المقابلات، لكنهم أضافوا أن التغطية الصحفية «خرجت عن نطاق السيطرة» بالنسبة لدراسة اختبار تقنية القياس.
في دراسة لاحقة (2021) بتمويل من المعهد الوطني للسلامة والصحة المهنية، وهو جزء من مراكز السيطرة على الأمراض والوقاية منها، وجد الباحثون أن واقيات الرقبة وأقنعة الوجه الأخرى يمكن أن تقلل بشكل كبير من طرد جزيئات الهباء التنفسي الصغيرة أثناء السعال، مما يشير إلى أن أنواعًا مختلفة من أغطية الوجه يمكن أن تقدم مساهمة مهمة في تقليل كمية جزيئات الهباء الجوي التي تحتوي على فيروسات مثل كورونا. أظهرت النتائج أن الواقيات أحادية الطبقة تمنع 47٪ وأن الواقيات ذات الطبقة المزدوجة تمنع 60٪ من الهباء، مع زيادة الكفاءة في أحجام الهباء الجوي الأكبر والعكس صحيح. ومع ذلك، بحلول تلك المرحلة، حدث الكثير من الضرر حيث أن العديد من الشركات مثل ديزني وسبيريت الجوية وكارنيفال للرحلات البحرية قد سنّت سياسات تحظر استخدام الواقيات كنوع مقبول من غطاء الوجه.